# Aston Martin DB4
Der Aston Martin DB4 ist ein Sportwagen des Automobilherstellers Aston Martin. Er war eine Neuentwicklung, die kaum Gemeinsamkeiten mit dem Vorgängermodell DB 2/4 Mark III hatte. Der DB4 und die auf ihm basierenden Nachfolger DB5 und DB6 prägten das Bild der Marke Aston Martin bis zum Ende der 1960er-Jahre. Der DB4, dessen Karosserie Touring in Mailand entworfen hatte, galt als gelungene Synthese von britischer Technik und italienischem Stil. In der Literatur wird der DB4 als das Auto angesehen, das „den Gran Tourismo nach Großbritannien brachte.“ Es gab verschiedene Karosserie- und Motorvarianten, die miteinander kombiniert werden konnten. Aston Martin leitete von dem DB4 mehrere besonders sportliche Versionen ab, darunter den DB4GT, der mit einer Werkskarosserie oder alternativ mit einem Aufbau von Zagato angeboten wurde.

## Entstehungsgeschichte
Das 1913 gegründete Unternehmen Aston Martin gehörte seit 1947 zu David Brown, einem britischen Nutzfahrzeughersteller. Zu dem Konzern gehörte außerdem der Sportwagenhersteller Lagonda. Zu Beginn der David-Brown-Ära wurden beide Marken zusammengeführt. Lagonda hatte zu dieser Zeit einen von Walter Owen Bentley konstruierten Reihensechszylindermotor im Angebot, der den veralteten Vierzylindermotoren Aston Martins deutlich überlegen war. David Brown setzte den Lagonda-Motor in den 1950er-Jahren als Standardtriebwerk der Aston-Martin-Modelle ein. 1955 übernahm David Brown schließlich das in Newport Pagnell ansässige Karosseriebauunternehmen Salmsons & Sons, das seine Produkte unter dem Markennamen Tickford vertrieb und zuvor bereits Aufbauten für die Lagonda-Modelle 2.6 Litre und 3 Litre gefertigt hatte. Diese Übernahme ermöglichte es David Brown, die Aston-Martin-Produktion vom kleinen und veralteten Stammwerk in Feltham in größere Räumlichkeiten in Newport Pagnell zu verlegen.
In den 1950er-Jahren bot Aston Martin den Sportwagen DB2 an, der über die Jahre zum 2/4 Mark III weiterentwickelt wurde. Die Coupés und Cabriolets waren reine Zweisitzer. Seit 1955 arbeitete das Unternehmen unter der Leitung von John Wyer an einem größeren Nachfolger, der vier Personen Platz bieten und von einem neu konstruierten, größeren Motor angetrieben werden sollte. Verantwortlicher Chassiskonstrukteur war Harold Beach, die Entwicklung des Motors übernahm Tadek Marek. Das Ergebnis war der DB4, der im Oktober 1958 auf dem Pariser Autosalon vorgestellt wurde.
Der DB4 war der erste Aston Martin, der in Newport Pagnell gefertigt wurde. Das Auto war bei seiner Präsentation nicht ausgereift. Zahlreiche Defekte vor allem im Bereich der Antriebstechnik machten in den folgenden Jahren eine kontinuierliche Weiterentwicklung erforderlich, deren Ergebnisse schrittweise in die Serienfertigung übernommen wurden. Mit Blick auf die einzelnen Entwicklungsschritte werden die Modelle des DB4 in der Literatur üblicherweise in fünf Serien eingeteilt, die aufeinander folgten, teilweise aber auch fließend ineinander übergingen. Das letzte Modell, der DB4 Series V, ist abgesehen von der Motorisierung seinerseits weitgehend baugleich mit der ersten Serie des Nachfolgemodells DB5.
Den DB4 gab es als Fließheckcoupé („Saloon“) und als Cabriolet („Convertible“) mit Stufenheck. Daneben fertigte Aston Martin auch einige Sonderversionen, die sich durch höhere Motorleistung, teilweise auch durch einen kürzeren Radstand auszeichneten. Das begehrteste Sondermodell ist heute der DB4 GT Zagato. Ein Einzelstück namens Jet wurde außerdem von Bertone eingekleidet. Vom DB4 ist auch die 1961 vorgestellte viertürige Limousine Lagonda Rapide abgeleitet.

## Technik und Karosserie

### Motor

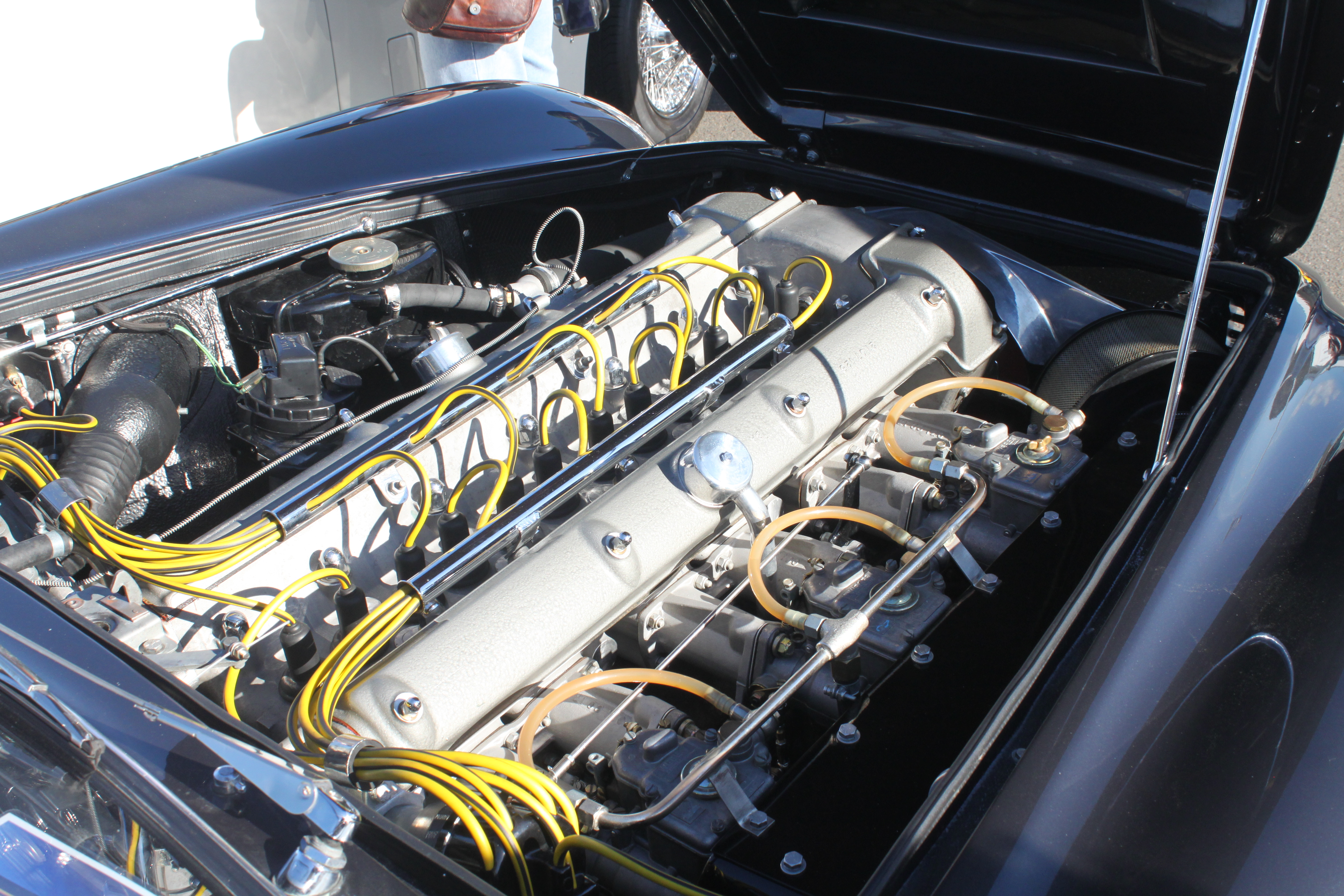
Tadek Mareks Sechszylindermotor in einem Aston Martin DB4 (Serie 4)

Der Aston Martin DB4 wird von einem Reihensechszylinder-Ottomotor angetrieben, den Tadek Marek entworfen hatte. Anfänglich hatte es Überlegungen gegeben, den neuen Aston Martin mit einem Zwölfzylindermotor auszustatten, der unter der Bezeichnung Lagonda bei einigen Motorsportveranstaltungen eingesetzt worden war. Dieser Motor kam letztlich allerdings wegen seiner Unzuverlässigkeit nicht für eine Serienfertigung in Betracht. Es gab auch Ideen für einen V8-Motor, letztlich setzte sich aber das Reihensechszylinderkonzept durch.
Der Motor für den DB4 wurde vollständig neu entwickelt. Anders als der Motor des DB2 war Mareks neue Konstruktion quadratisch ausgelegt: Bohrung und Hub betrugen jeweils 92 mm, bei einem Hubraum von 3670 cm³. Anfänglich hatten Marek und Wyer einen Motorblock aus Grauguss vorgesehen. Aston Martin gelang es jedoch in der Entwicklungsphase nicht, eine geeignete Gießerei zu finden. Anfang 1956 entschieden sich Wyer und Marek deshalb für eine Neukonstruktion aus Aluminium. Dadurch wurde der neue Motor um 30 Prozent leichter als sein kleinerer, schwächerer Vorgänger. Die ersten Exemplare überhitzten leicht. Über ein vollsynchronisiertes Getriebe wurde die Kraft auf die starre Hinterachse übertragen. Serienmäßig installierte Aston Martin eine Einscheiben-Trockenkupplung. Für Sporteinsätze wurden bei einzelnen Exemplaren allerdings eine Zweischeiben-Trockenkupplung verwendet.

### Chassis und Karosserie
Zunächst ließ Wyer Aston Martins eigenen Designer Frank Feeley eine Karosserie für das neue Modell entwerfen. Feeley gestaltete einen Aufbau mit hoher, nahezu senkrechter Frontpartie, niedrigem Dach und breiter C-Säule, der als sehr konservativ bzw. „altbacken“ empfunden wurde. Aston Martin fertigte einen als DP 114 bezeichneten Prototyp nach Feeleys Vorlagen, das Management lehnte den Entwurf allerdings ab. Der DP 114 existiert noch; er wird heute von Zeit zu Zeit auf Ausstellungen gezeigt. Wyer beauftragte stattdessen die Mailänder Carrozzeria Touring, die bereits kurz zuvor drei Spyder auf der Basis des DB2/4 Mark II entworfen hatte, mit der Erarbeitung einer neuen Karosserie. Touring konstruierte für den DB4 einen eigenen Superleggera-Aufbau, bei dem Aluminiumbleche über ein Stahlrohrskelett gezogen wurden, das fest mit dem Chassis verbunden war. Die Form gestalteten Federico Formenti und Bianchi Anderloni. Die Linien blieben während des Produktionszeitraums abgesehen von Detailmodifikationen weitgehend unverändert; erst mit der Einführung der 5. Serie im Herbst 1962 wurde die Karosserie an der Front- und an der Dachpartie überarbeitet.
Die Superleggera-Struktur der Karosserie ließ sich nicht mit dem Kastenrahmen verbinden, den Harold Beach anfänglich für das neue Modell vorgesehen hatte. Stattdessen gab es für den Aufbau von Touring einen aus mehreren Teilen zusammengesetzten Plattformrahmen.
Die Vorderräder waren einzeln an Doppelquerlenkern aufgehängt und mit einer Zahnstangenlenkung versehen. Die schraubengefederte hintere Starrachse wurde an vier Lenkern längs und einem Wattgestänge quer geführt. An allen vier Rädern waren servounterstützte Scheibenbremsen eingebaut. Aston Martin bezog sie anfänglich von Dunlop, später von Girling.

## Modelle

### DB4 Saloon

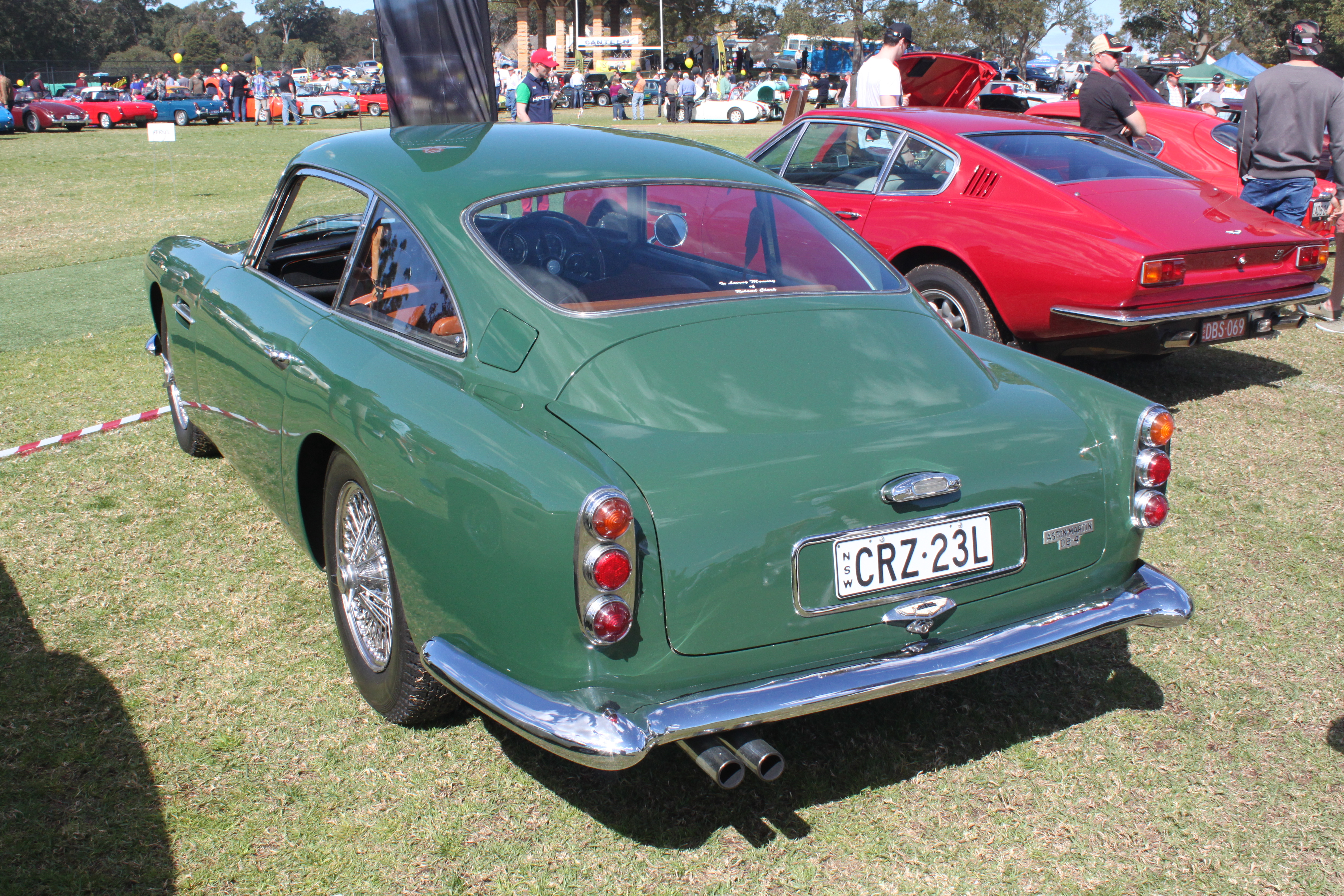
Aston Martin DB4 Serie III

Das Standardmodell war der geschlossene Zweitürer DB4. Er wurde in fünf Serien gefertigt, die sich in Details voneinander unterschieden:
- Serie 1 (Oktober 1958 bis Januar 1960; Chassisnummern 101 bis 249).
- Serie 2 (Februar 1960 bis April 1961; Chassisnummern 250 bis 600): Der Ölkreislauf wurde von 8,5 auf 9,6 und später auf 12 Liter vergrößert. Ein Ölkühler, ein Overdrive und elektrische Fensterheber wurden auf Wunsch und gegen Aufpreis lieferbar. Die Gestaltung der Fensterrahmen änderte sich.
- Serie 3 (April bis September 1961; Chassisnummern 601 bis 765): Sie ist erkennbar an neu gestalteten Rückleuchten, die nun aus drei Einzelleuchten bestanden und auf einem verchromten Halter ruhten.
- Serie 4 (September 1961 bis Oktober 1962; Chassisnummern 766 bis 950): Die Hutze auf der Motorhaube wurde verkleinert. Es gab erneut geänderte Rückleuchten und einen neuen Kühlergrill mit sieben Querstäben anstelle der bisherigen Waben.
- Serie 5 (Oktober 1962 bis Juni 1963; Chassisnummern 1001 bis 1215[Anm. 1]): Die Frontpartie wurde neu gestaltet. Der Standard-DB4 erhielt zurückversetzte und mit Plexiglas verkleidete Scheinwerfer, die zuvor bereits am DB4 Vantage installiert waren. Die Dachlinie wurde erhöht; zudem gab es weiter ausgestellte Kotflügel hinten. Beides diente dazu, das Raumangebot im Fond zu erhöhen.

Der DB4 wurde anfänglich nur in Großbritannien verkauft, um Garantiefälle schnell und günstig beheben zu können. Als das Auto in Deutschland über den Düsseldorfer Importeur Peter Lindner verfügbar war, kostete es 46.000 DM und damit 13.000 DM mehr als ein Mercedes-Benz 300 SL.

### DB4 Convertible

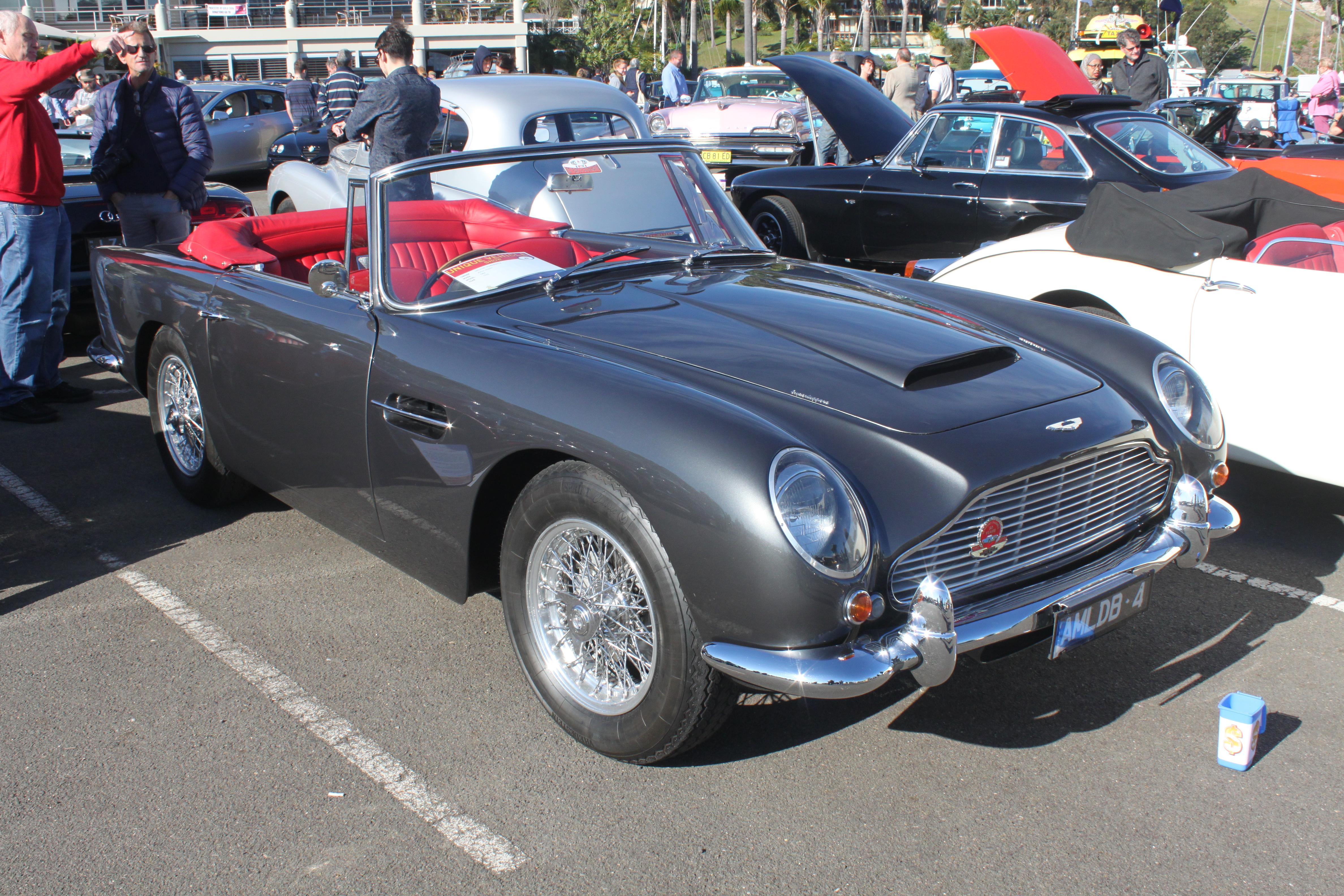
Aston Martin DB4 Convertible Serie V

Zusammen mit der Einführung des Series IV-Saloon stellte Aston Martin im Herbst 1961 eine Cabrioletversion des DB4 vor, die als Convertible bezeichnet wurde. Die später für offene Aston Martins üblich gewordene Bezeichnung Volante, die sich auch in einigen Publikationen zum DB4 findet, verwendete das Werk bei diesem Modell noch nicht.
Abgesehen von der Dachpartie glich das nicht von Touring, sondern von Harold Beach entworfene offene Modell stilistisch dem geschlossenen Modell. Als die Serie V eingeführt wurde, vollzog das Cabriolet die damit verbundenen stilistischen Änderungen an der Frontpartie nach.
In technischer Hinsicht machte das Fehlen des Dachs einige Änderungen notwendig. Um die Verwindungen des offenen Autos zu reduzieren, wurden die vordere und die hintere Spritzwand sowie die Seitenschweller verstärkt. Die Windschutzscheibe war höher, um die Passagiere besser gegen den Fahrtwind zu schützen. Die Tankkonstruktion war vollständig anders als beim geschlossenen Modell. Während der Saloon einen großen, hinter der Rückbank angeordneten Tank hatte, gab es beim Cabriolet zwei kleine Tanks, die jeweils seitlich in den Kotflügeln untergebracht waren. Das Tankvolumen des Convertible war insgesamt 13 Liter kleiner als beim geschlossenen Modell. Das Verdeck des Convertible bestand aus PVC. Der Verdeckmechanismus war so gestaltet, dass das Dach von einer Person auf- und zugeklappt werden konnte. Einen elektrisch unterstützten Mechanismus gab es beim DB4 Convertible nicht. Insgesamt war das Cabriolet 23 kg schwerer als der Saloon. Der Kaufpreis des DB4 Convertible lag um 364 £ höher als der des geschlossenen Modells.
Es gab auch ein sehr seltenes Hardtop, das zum Preis von 200 £ angeboten wurde. Zur gleichen Zeit kostete ein Mini 500 £. Insgesamt wurden 70 DB4-Cabriolets hergestellt.

### DB4 GT
Der Aston Martin DB4 GT war eine besonders leichte und leistungsfähige Version des DB4. Er wurde 1959 präsentiert.

#### Werksversion

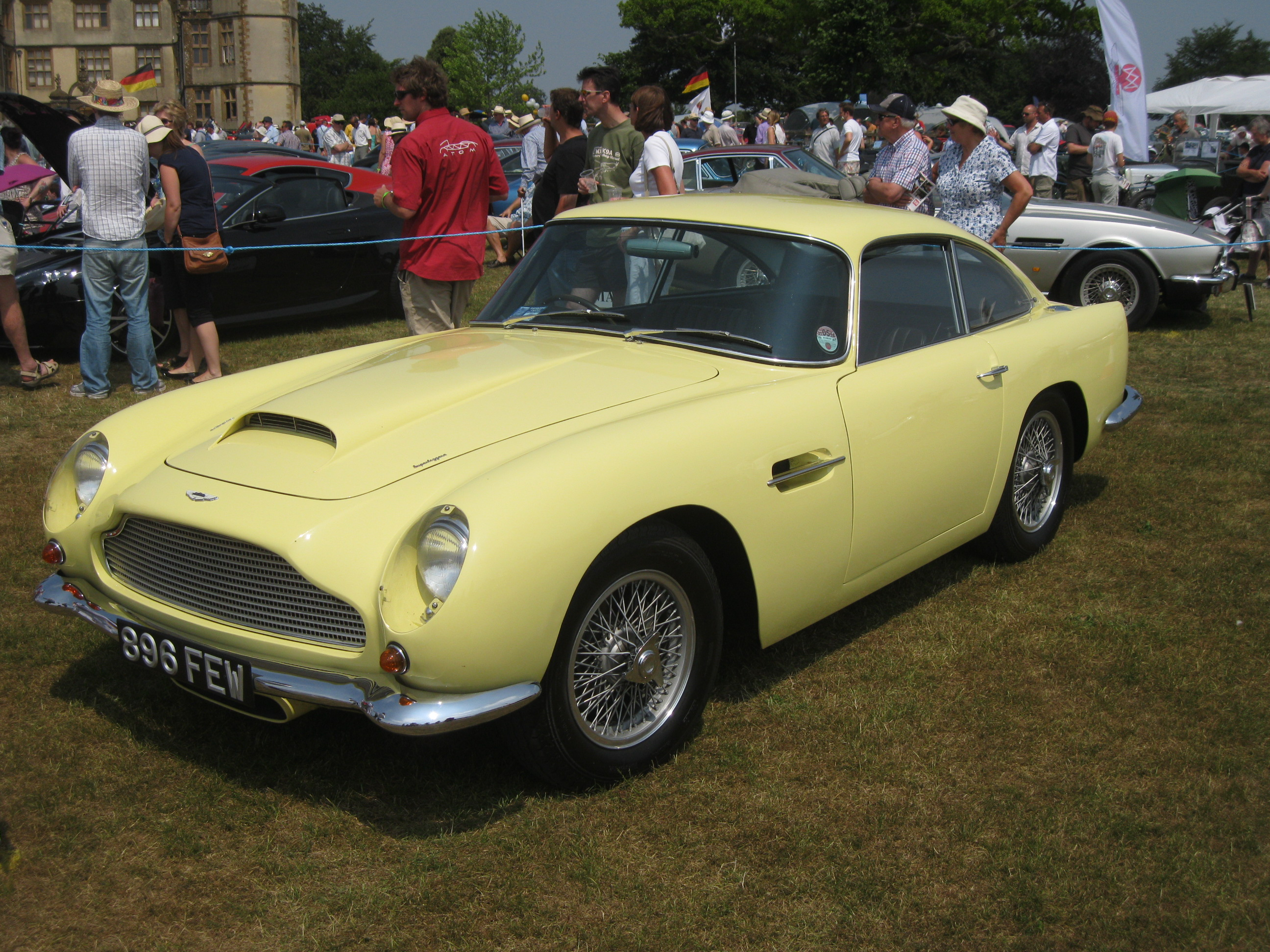
Aston Martin DB4 GT Coupé (1959–1963)

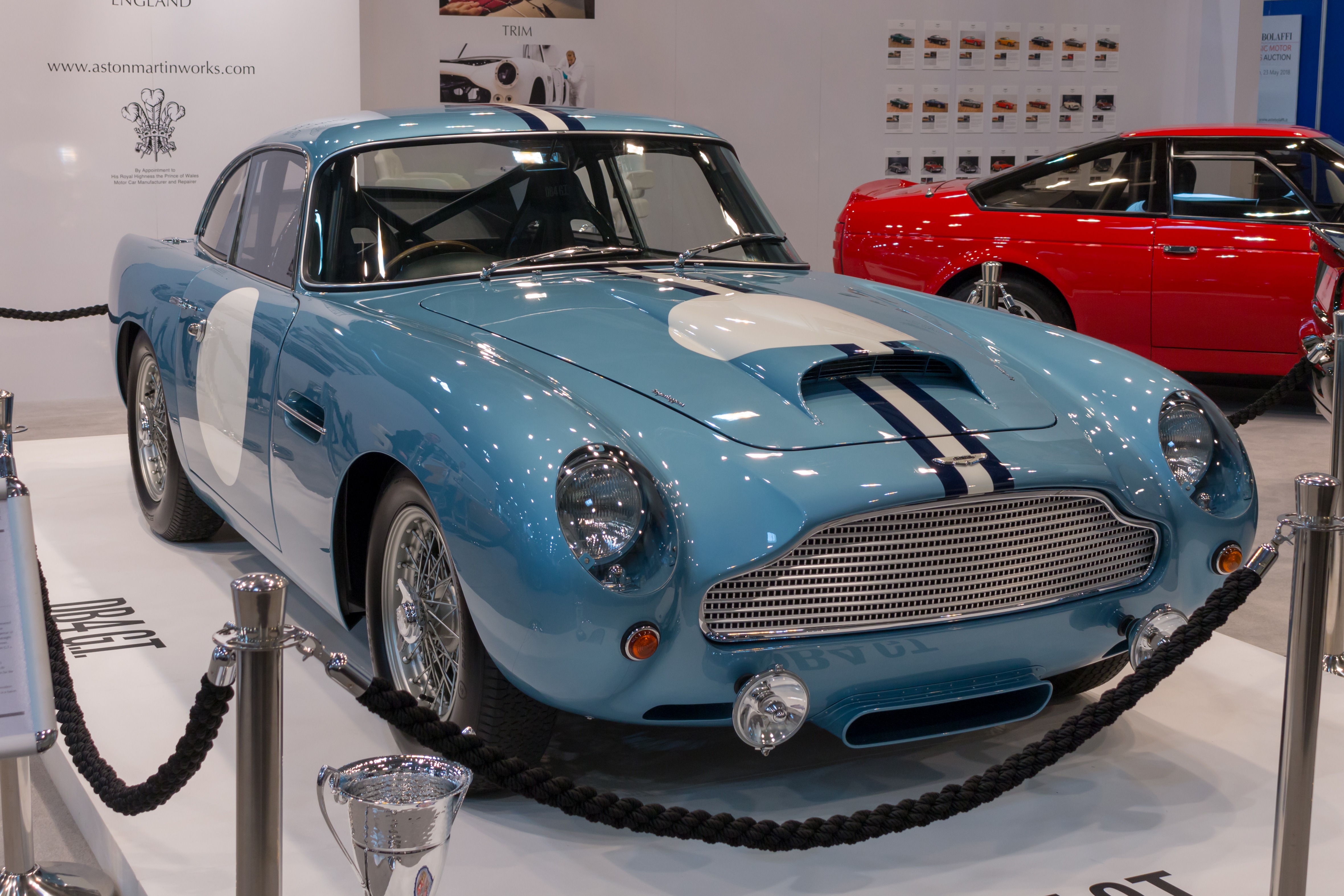
Aston Martin Works DB4 G.T. Continuation von 2017

Im Vergleich zum regulären DB4 war der Radstand des GT um 127 mm auf 2362 mm verkürzt. Der DB4 GT war damit ein reiner Zweisitzer, dessen Türen deutlich verkürzt waren. Die Seitenscheiben und das Heckfenster waren aus leichtem Plexiglas gefertigt, und verschiedene technische Komponenten, die vornehmlich dem Komfort dienten, wurden entfernt. Hierzu gehörte die beim Saloon serienmäßig gelieferte Servounterstützung für die Bremsen. Das Gewicht des DB4 GT lag infolge dieser Veränderungen um 69 kg unter dem des Standardmodells. Bei fünf Exemplaren wurden darüber hinaus auch einige Chassisteile aus Aluminium gefertigt, wodurch das Gewicht das Autos noch weiter gesenkt wurde.
In stilistischer Hinsicht übernahm der DB4 GT die Grundform des GT4 Saloon. Allerdings war die Frontpartie neu gestaltet. Die Scheinwerfer waren in den Kotflügeln zurückversetzt angeordnet und mit einer Plexiglasabdeckung versehen. Dadurch verbesserte sich die Windschlüpfigkeit (cw-Wert) des Aufbaus. Diese Frontgestaltung wurde mit Einführung der Serie 5 vom Standard-DB4 übernommen.
Der DB4 GT hatte einen überarbeiteten Motor. Anders als das Standardtriebwerk des Saloon war er mit einer Doppelzündung und mit drei Weber-Doppelvergasern ausgestattet. Hinzu kamen ein doppelter Choke und eine höhere Verdichtung von 9:1. Nach Werksangaben lag die Leistung des Motors bei 302 bhp (222 kW). Diese Angabe wird allerdings allgemein bezweifelt. Üblicherweise wird eine Leistung von 270 bhp als realistisch angenommen. Aston Martin bot fünf verschiedene Achsübersetzungen an. Mit der längsten Übersetzung erreichte der DB4 GT eine Höchstgeschwindigkeit von 246 km/h. Die bestmögliche Beschleunigung von null auf 100 km/h erfolgte in 6,2 Sekunden.
Die Entwicklung des DB4 GT hatte ihren Ursprung im Motorsport. Ein Prototyp des DB4 GT erschien im Mai 1959 bei der BRDC International Trophy. Der Rennfahrer Stirling Moss gewann mit ihm ein Rahmenrennen. Ein halbes Jahr später wurde der DB4 GT auf der London Motor Show öffentlich präsentiert. Der Verkaufspreis belief sich auf 4.670 £. Er war damit 586 £ (den Gegenwert eines Mini) teurer als der DB4 Saloon. Der DB4 GT entstand in 75 Exemplaren. Das Auto wurde vielfach bei Motorsportveranstaltungen eingesetzt, war den ähnlich konfigurierten Autos von Ferrari aber meist unterlegen.
2017 wurde die Produktion des DB4 GT wieder aufgenommen und 25 weitere Exemplare nach Originalplänen für Sammler gefertigt.

#### DB4 GT Zagato

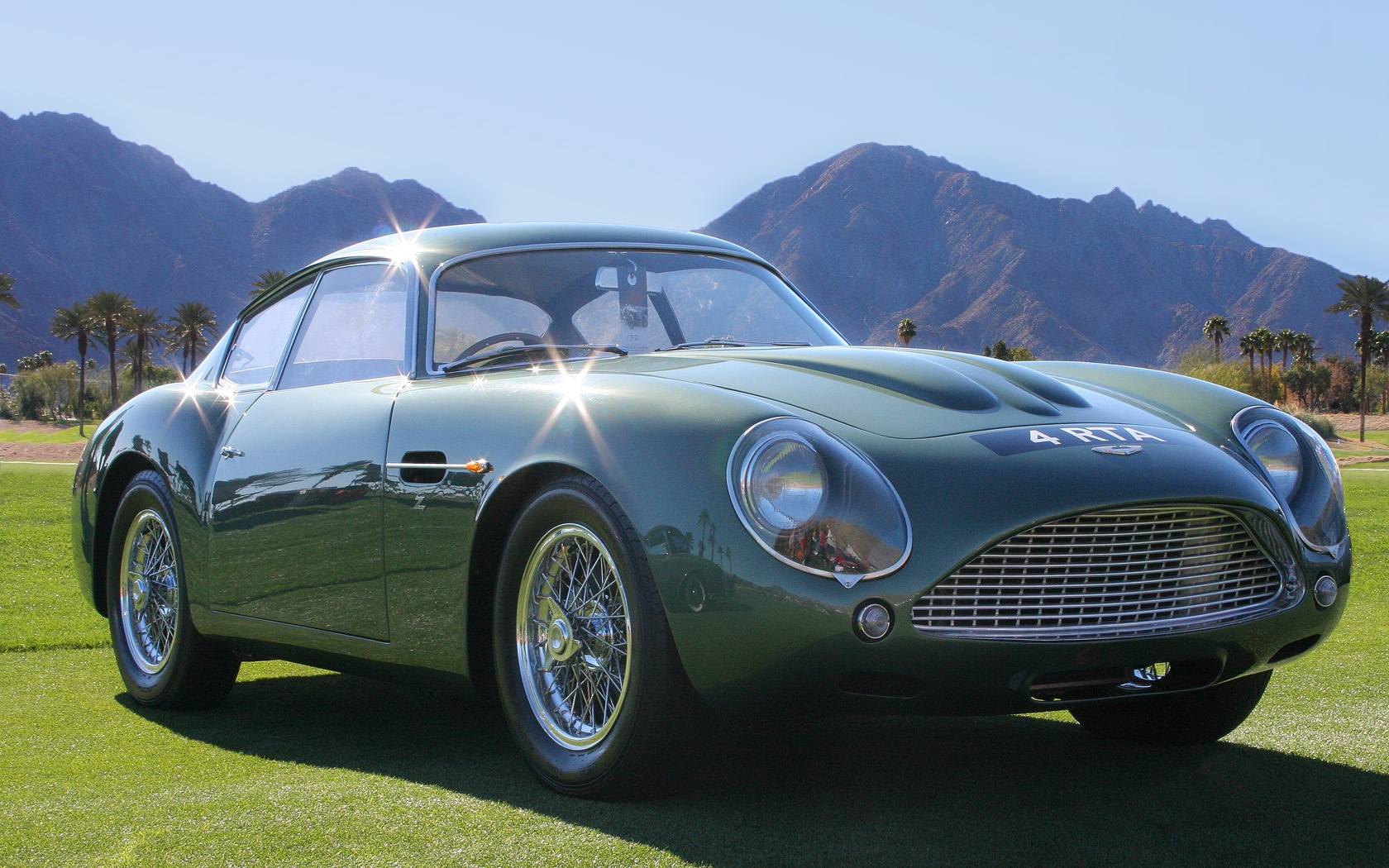
Aston Martin DB4 GT Zagato

Auf der Basis des DB4 GT entstand als separates Modell der Aston Martin DB4 GT Zagato. Seine Entwicklung ging auf Tony Crook zurück, der zu dieser Zeit Mitinhaber des Aston-Martin-Konkurrenten Bristol und zugleich Zagatos exklusiver Vertreter für Großbritannien war. Der DB4 GT Zagato hatte eine stilistisch eigenständige Karosserie, die Ercole Spada entworfen hatte und als „brutal schön“ wahrgenommen wurde. Die Motorleistung wurde ein weiteres Mal auf nunmehr 314 PS erhöht; das komplette Fahrzeug war deutlich leichter als der serienmäßige DB4 GT. Die öffentliche Vorstellung des Modells erfolgte im Oktober 1960 auf der Londoner Earls Court Motorshow. Zagato fertigte insgesamt 19 Exemplare dieses Fahrzeugs, die sich stilistisch jeweils in Details voneinander unterschieden. Sie werden heute als Sanction I bezeichnet. Die Autos wurden vielfach im Motorsport eingesetzt. Das britische Team Essex Racing Stable meldete beispielsweise zwei Fahrzeuge zum 24-Stunden-Rennen von Le Mans 1961. In den 1980er- und 1990er-Jahren entstanden vier (Sanction II) und später noch einmal zwei (Sanction III) Nachbauten des DB4 GT Zagato.
Der DB4 GT Zagato gehört heute zu den teuersten Klassikern auf dem Oldtimermarkt. Ein Sanction-I-Exemplar erreichte 2015 einen Verkaufspreis von 14,3 Mio £.

#### Aston Martin DB4 GT Bertone Jet

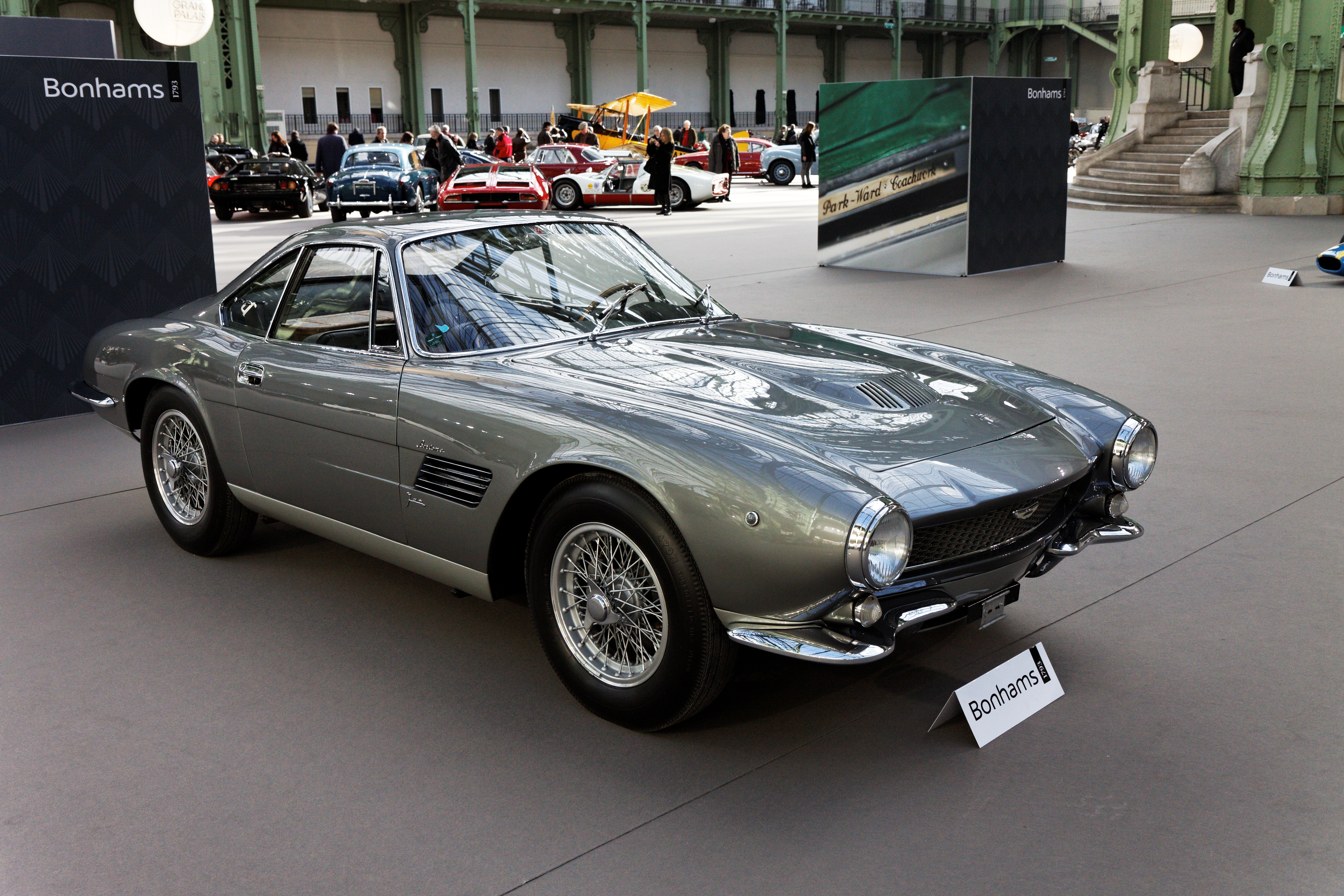
Aston Martin DB4 GT Bertone Jet

Das letzte Chassis der DB4-GT-Baureihe erhielt einen eigenständigen Aufbau des italienischen Designers und Karosserieherstellers Bertone. Der Wagen trug die Zusatzbezeichnung Jet. Die Stufenheckkarosserie des Jet entwarf Giorgetto Giugiaro. Der hellgrün lackierte Wagen wurde auf dem Genfer Auto-Salon im März 1961 öffentlich vorgestellt und erschien im gleichen Jahr auch auf dem Turiner Autosalon. Nuccio Bertone hoffte auf die Auflage einer kleinen Serie; das Interesse an dem Jet war dafür aber nicht groß genug. Tatsächlich wurde der Jet angesichts des zeitgleich in Genf präsentierten und als Sensation empfundenen Jaguar E-Type kaum beachtet. Der Prototyp des Jet wurde in den 1960er-Jahren an einen Kunden in Beirut und später in die USA verkauft, bevor Aston Martin ihn übernahm und restaurierte. Er wurde seit den 1990er-Jahren auf diversen Klassikerausstellungen gezeigt und gewann mehrere Preise. 2013 wurde er für 4 Mio € bei einer Auktion verkauft.
Aston Martin nutzte den Namen Jet in den folgenden Jahrzehnten wiederholt für unterschiedliche Prototypen und Unikate, zuletzt 2013 für einen auf Kundenwunsch gefertigten Shooting Brake auf der Basis des Aston Martin Rapide.

### DB4 Vantage

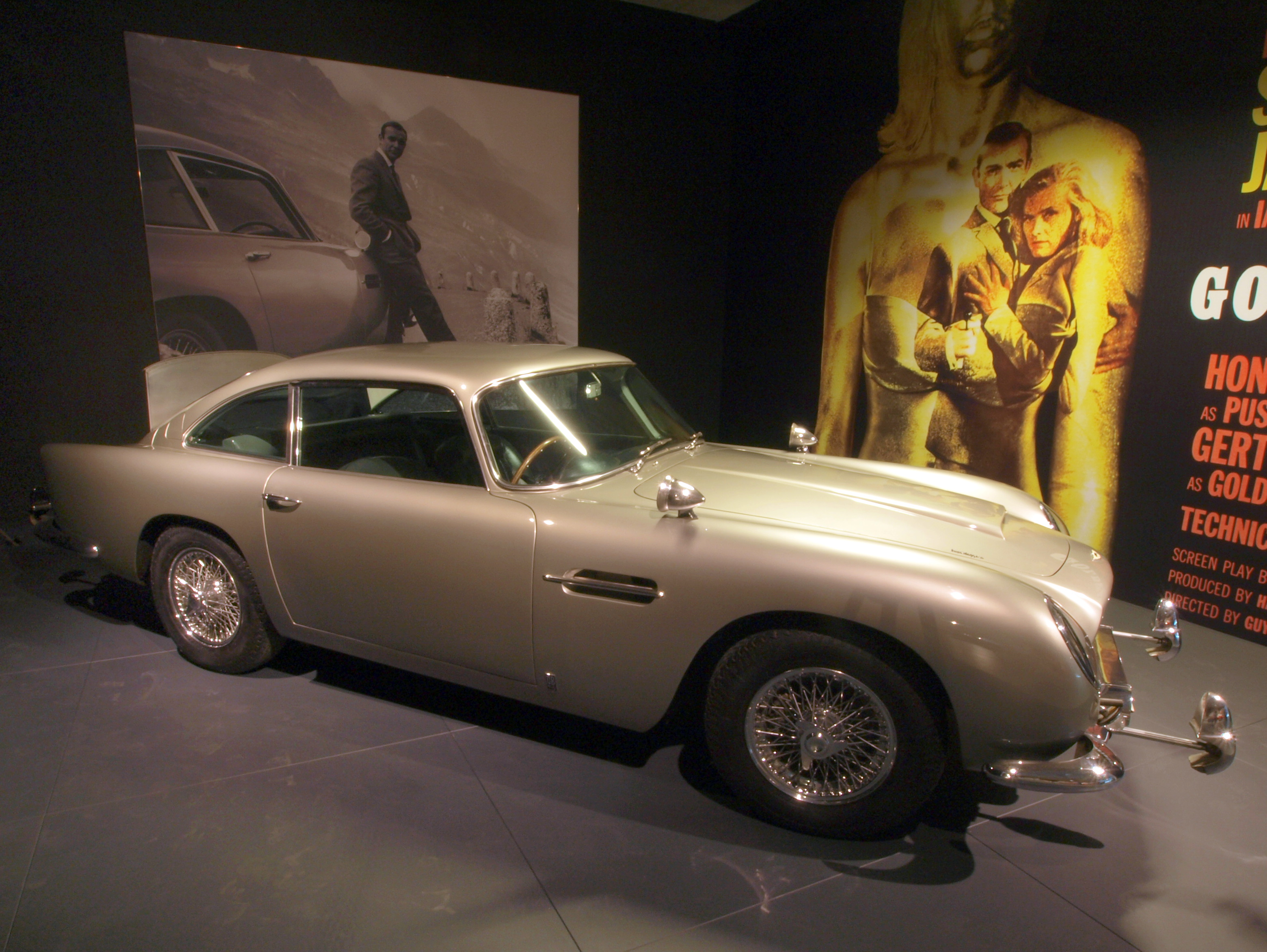
War ursprünglich ein DB4 Vantage: James Bonds Aston Martin DB5 aus dem Film „Goldfinger“

Zur Einführung der Serie IV 1961 wurde auch ein Hochleistungsmodell Aston Martin DB4 Vantage angeboten. Das Auto hatte den regulären Radstand des DB4 Saloon, war aber mit einem überarbeiteten Motor ausrüstet, dessen Leistung zwischen der des Standardmodells und der des DB4GT lag. Der Motor das Vantage hatte drei SU-Vergaser und neu gestaltete Zylinderköpfe, die mit größeren Ventilen ausgestattet waren. sodass es eine Leistung von 266 bhp (196 kW) erreichte. Die meisten Vantage waren auch mit den Scheinwerfern des DB4 GT ausgestattet. Die Vantage-Version wurde sowohl für die Serie IV als auch die Serie V in geschlossener und in offener Version angeboten. Insgesamt gab es 136 Saloons und 32 Cabriolets mit dem Vantage-Motor.
Ein Exemplar des Serie-V-Vantage baute Aston Martin 1963 zum Prototyp des kommenden DB5 auf (Chassisnummer DP216/1). Nach seiner Stilllegung wurde dieser Prototyp als Requisite in dem James-Bond-Film Goldfinger eingesetzt.

### DB4 Vantage GT
Eine weitere Kombination aus dem DB4-Baukasten war die Verbindung der regulären Saloon-Karosserie mit dem Motor des DB4 GT. Sie waren noch leistungsstärker als der ebenfalls auf dem regulären Chassis basierende DB4 Vantage. Diese individuell auf Kundenwunsch hergestellten Fahrzeuge erhielten in der Literatur die Bezeichnung DB4 Vantage GT, die werksseitig nicht verwendet wurde. Sie entstanden ab 1960 in insgesamt 14 Exemplaren: drei Fahrzeuge der Serie III, die nachträglich auf diese Konfiguration umgerüstet wurden, ferner fünf der Serie IV und sechs der Serie V. Die DB4 Vantage GT gehören heute zu den am meisten gesuchten Klassikern.

## Varianten für den Rennsport
Von dem DB4 bzw. dem DB4 GT leitete Aston Martin in den frühen 1960er-Jahren mehrere Rennsportfahrzeuge ab, die werksseitig und von privaten Teams bei Motorsportveranstaltungen eingesetzt wurden.

### Aston Martin DP 212

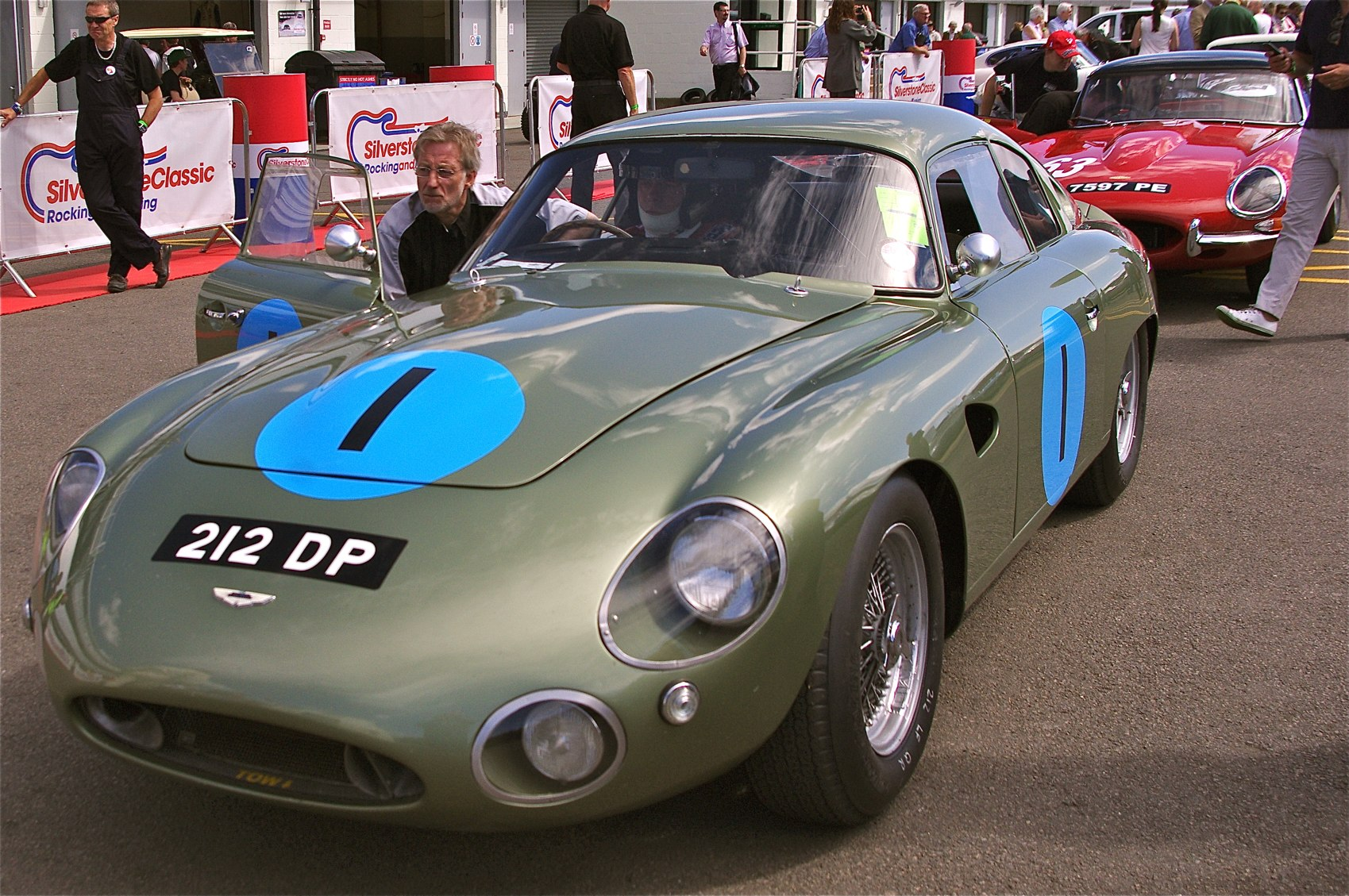
Aston Martin DP 212

Der Aston Martin DP 212 war ein geschlossener Sportwagen, der für die Teilnahme am 24-Stunden-Rennen von Le Mans 1962 entwickelt wurde. Er nutzte den weitgehend unveränderten Kastenrahmen des Serien-DB4 und hatte ein auf 3995 cm³ vergrößerten Reihensechszylindermotor sowie eine veränderte Radaufhängung. Die rundliche Karosserie war eigenständig, hatte jedoch in Details Ähnlichkeiten dem DBT4GT Zagato. Richie Ginther und Graham Hill gingen mit dem DP 212 im Jahr 1962 in Le Mans an den Start. Nach der ersten Runde lag Hill in Führung. Das Auto fiel allerdings nach sechs Stunden infolge eines Kolbenschadens aus. Zuvor hatte sich das Auto als aerodynamisch problematisch erwiesen: Die rundlich gestaltete Heckpartie produzierte zu wenig Abtrieb.

### Aston Martin DP 214

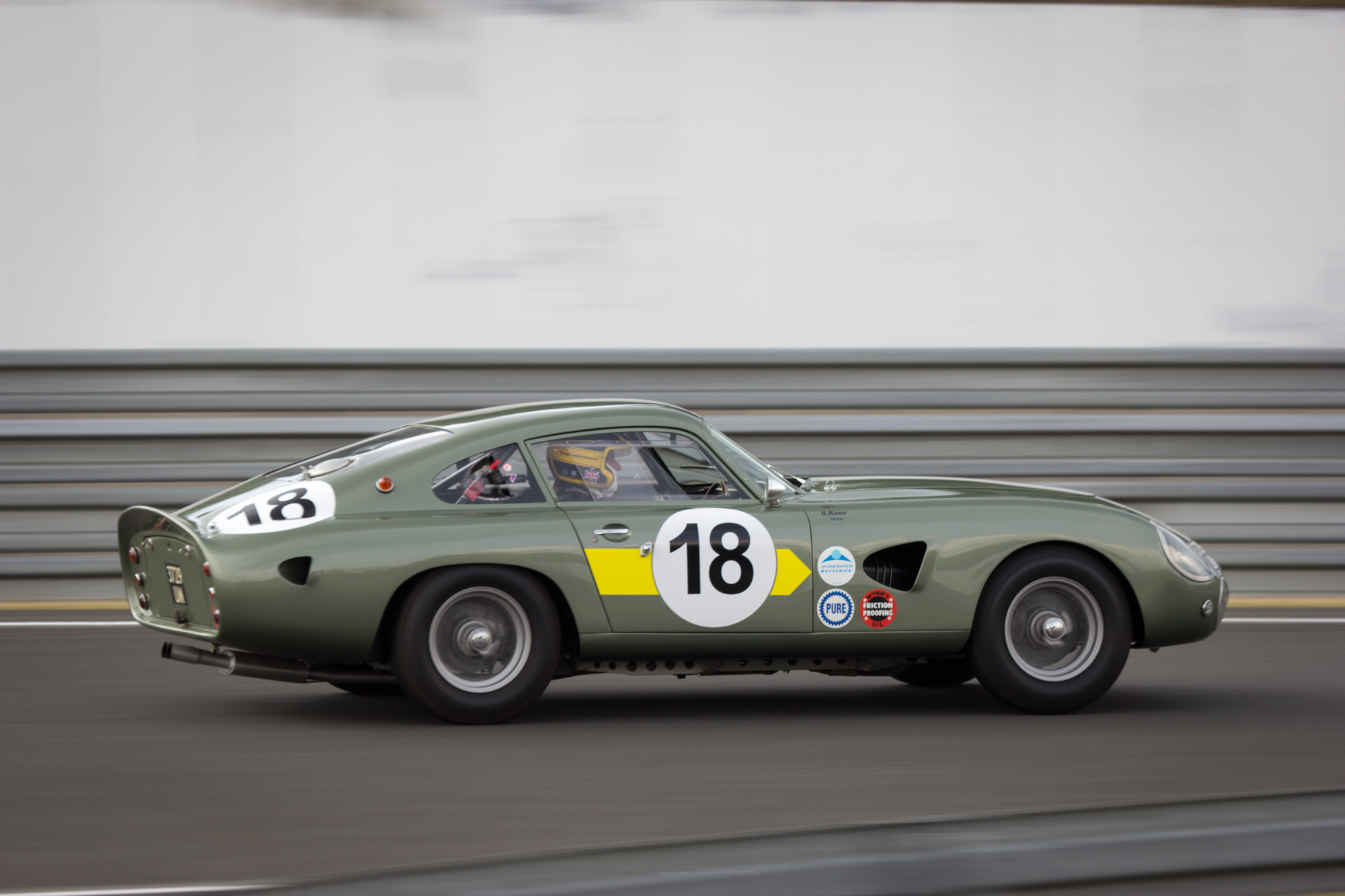
Mit DB4-GT-Technik: Aston Martin DP 214

Für das 24-Stunden-Rennen von Le Mans 1963 baute Aston Martin zwei Exemplare des DP 214, die für die Serienwagen-Klasse vorgesehen waren. Sie waren mit einem Reihensechszylindermotor aus dem DT4 GT ausgerüstet, dessen Hubraum leicht auf 3750 cm³ vergrößert worden war. Die Leistung wurde mit 317 bhp angegeben. Im Gegensatz zum DP 212 hatten die DP 214 ein Steilheck (sog. Kamm-Back), das Aston Martin später für den DB6 übernahm. Die DP 214 galten als sehr schnell; sie waren die ersten Autos, die auf der Mulsanne-Geraden des Circuit des 24 Heures schneller als 300 km/h fuhren.  Beim Rennen fielen beide Autos erneut nach Kolbenschäden aus. Die DP 214 wurden im Verlauf des Jahres 1963 noch bei mehreren weiteren Langstreckenrennen an den Start gebracht. Das beste Ergebnis erzielten sie beim Inter Europa Cup in Monza, das Roy Salvadori gewann und Lucien Bianchi als Dritter beendete. Zu Beginn der Saison 1964 wurden die Autos an private Teams verkauft, die sie bei diversen Rennen meldeten. Beim 1000-km-Rennen auf dem Nürburgring 1964 verunglückte Brian Hetreed tödlich in einem DP 214. Das verbliebene Auto nahm bis 1973 wiederholt an Rennen teil. Inzwischen wurde es aufwändig restauriert.